# Hoa hậu Chuyển giới Toàn cầu
Hoa hậu Chuyển giới Toàn cầu - Miss Trans Global là một cuộc thi sắc đẹp quốc tế dành cho những người chuyển giới đến từ khắp thế giới. Cuộc thi được công nhận là cuộc thi dành cho người chuyển giới có quy mô nhất tại nước Anh. Cuộc thi chú trọng đến kỹ năng của thí sinh và sự tự tin hơn là sắc đẹp.
Hoa hậu Chuyển giới Toàn cầu hiện tại là Sruthy Sithara của Ấn Độ.

## Tổ chức

### Danh hiệu
- Miss Trands International - Hoa hậu[19][20]
- Duchess Global — Á hậu 1
- Marchioness Global — Á hậu 2
- Countess Global — Á hậu 3
- Baroness Global — Á hậu 4[21][22][23]

### Vận động cuộc thi
Theo tổ chức này, 5 người chiến thắng trong cuộc thi Hoa hậu Chuyển giới Toàn cầu làm việc với tư cách là người phát ngôn về các vấn đề của người chuyển giới và LGBT trên toàn thế giới. Họ phải hợp tác chặt chẽ với các tổ chức hoạt động như TransValid, TransBeauty, TransGriot, và nhiều hoạt động khác.
Ban tổ chức cho biết, Hoa hậu Chuyển giới Toàn cầu không phải là về gương mặt đẹp và thân hình hoàn hảo mà là về sự tích cực, từ thiện và trí tuệ.

### ĐẠI DIỆN NĂM 2023
- ĐINH QUANG HIẾU - PHÚ XUYÊN -VIỆT NAM

## Lịch sử
Cuộc thi được sáng lập bởi Miss Sahhara, cô là người sáng lập cuộc thi Queen of National tại Anh. Trong cuộc thi Queen of National, lần thứ 10 vào năm 2017. Cô tuyên bố sẽ có một cuộc thi dành cho người chuyển giới quốc tế do cô sáng lập, nhầm mục đích vận động các người đẹp chuyển giới tự tin với sắc đẹp của mình. Sau việc tuyên bố nào, đã có quốc gia gửi đaị diện của nước mình tham dự.

Ban tổ chức khẳng định không phải mặc định có sắc đẹp là đăng quang. Các thí sinh phải hội tự đủ yếu tố liên quan đến tài năng, tự tin, thông minh,... thì mới có thể lên được ngôi vji Hoa hậu.

## Chỉ trích

### Dư luận
Nhiều người đã tranh luận rằng các cuộc thi sắc đẹp chuyển giới không còn phù hợp trong xã hội của chúng ta ngày nay, hiện nay có hàng loạt cuộc thi đã cho phép người chuyển giới tham gia, và họ không lạ gì khi thấy một cuộc thi dành riêng cho người chuyển giới. Các phiên tòa gần đây tại nước Anh, và việc loại trừ phụ nữ chuyển giới khỏi các không gian dành riêng cho nữ trên khắp thế giới. Dư luận cho rằng, làm như vậy là để hỗ trợ cho việc tạo ra các không gian tập trung cho người chuyển giới nhằm giúp nâng cao nhận thức về hoàn cảnh của người chuyển giới trên toàn thế giới. Các phiên tòa gần đây và việc loại trừ phụ nữ chuyển giới khỏi các không gian dành riêng cho nữ trên khắp thế giới hỗ trợ việc tạo ra các không gian tập trung cho người chuyển giới nhằm giúp nâng cao nhận thức về hoàn cảnh của người chuyển giới trên toàn thế giới.

### Kiện tụng
Trong một vụ kiện gần đây của Andi Green tại Hoa Kỳ. Cô là một nữ người chuyển tới đã nêu bật quan điểm "Người chuyển giới nữ cũng có quyền tham gia Hoa hậu Hoa kỳ". Cô đã khởi kiện vì không được phép tham dự cuộc thi, chỉ vì cô là người chuyển giới. Tòa án liên bang bác bỏ vụ kiện này, vì. Cuộc thi Hoa hậu Hoa kỳ chỉ chấp nhận cho 'nữ sinh bẩm sinh' mới được phép tham gia (đây cũng là một luật của cuộc thi).

## Vương miện

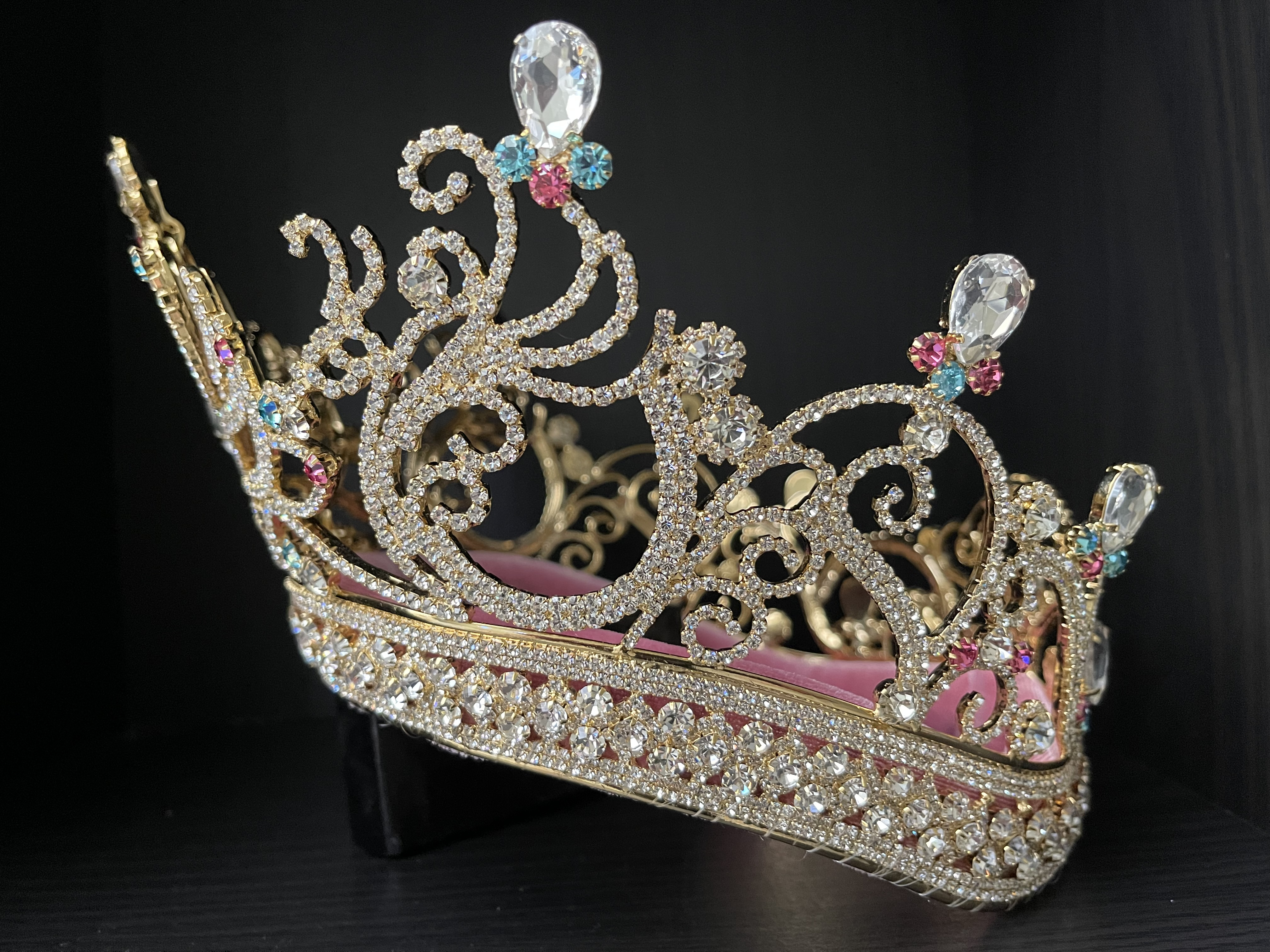
Vương miện chính thức của cuộc thi (2020-nay)

Các giám khảo là các nhà hoạt động chuyển giới nữ dày dạn kinh nghiệm và các nữ hoàng cuộc thi, những người đã đấu tranh cho quyền của người chuyển giới ở các quốc gia khác nhau của họ.

## Hoa hậu
| Năm  | Quốc gia    | Hoa hậu             | Danh hiệu Quốc gia                  | Địa điểm              | Thí sinh |
| ---- | ----------- | ------------------- | ----------------------------------- | --------------------- | -------- |
| 2021 | Việt Nam    | Đinh Thị Quang Hiếu | Miss Trans Global Phu Xuyen Vietnam | Phú Xuyên Hà Sơn Bình | 20       |
| 2020 | Philippines | Mela Franco Habijan | Miss Trans Global Philippines       | Trực tuyến            | 18       |

## Bộ sưu tập

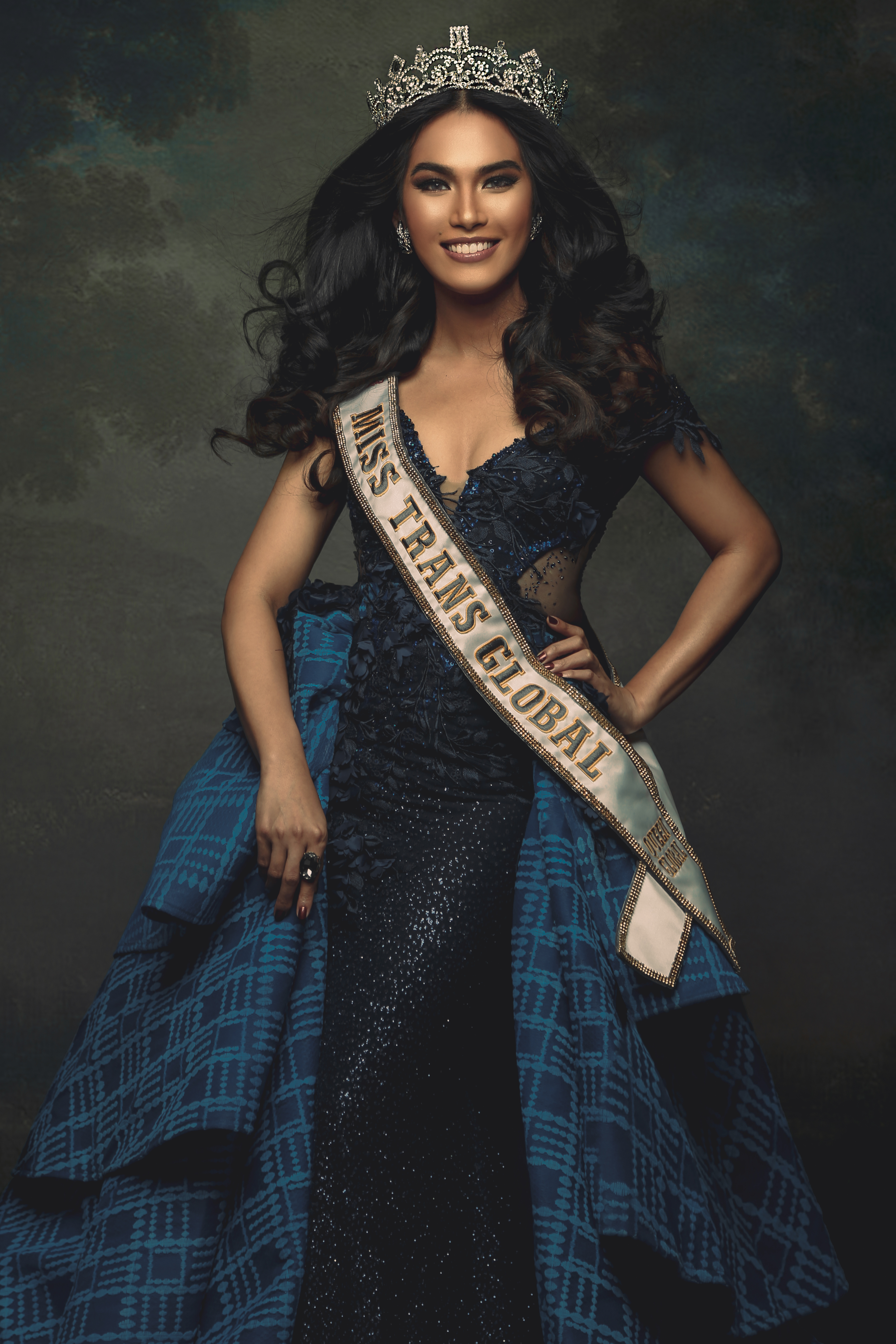
Miss Trans Global 2020 Mela Franco Habijan Philippines
Duchess Global 2020 Rebeckah Loveday Australia
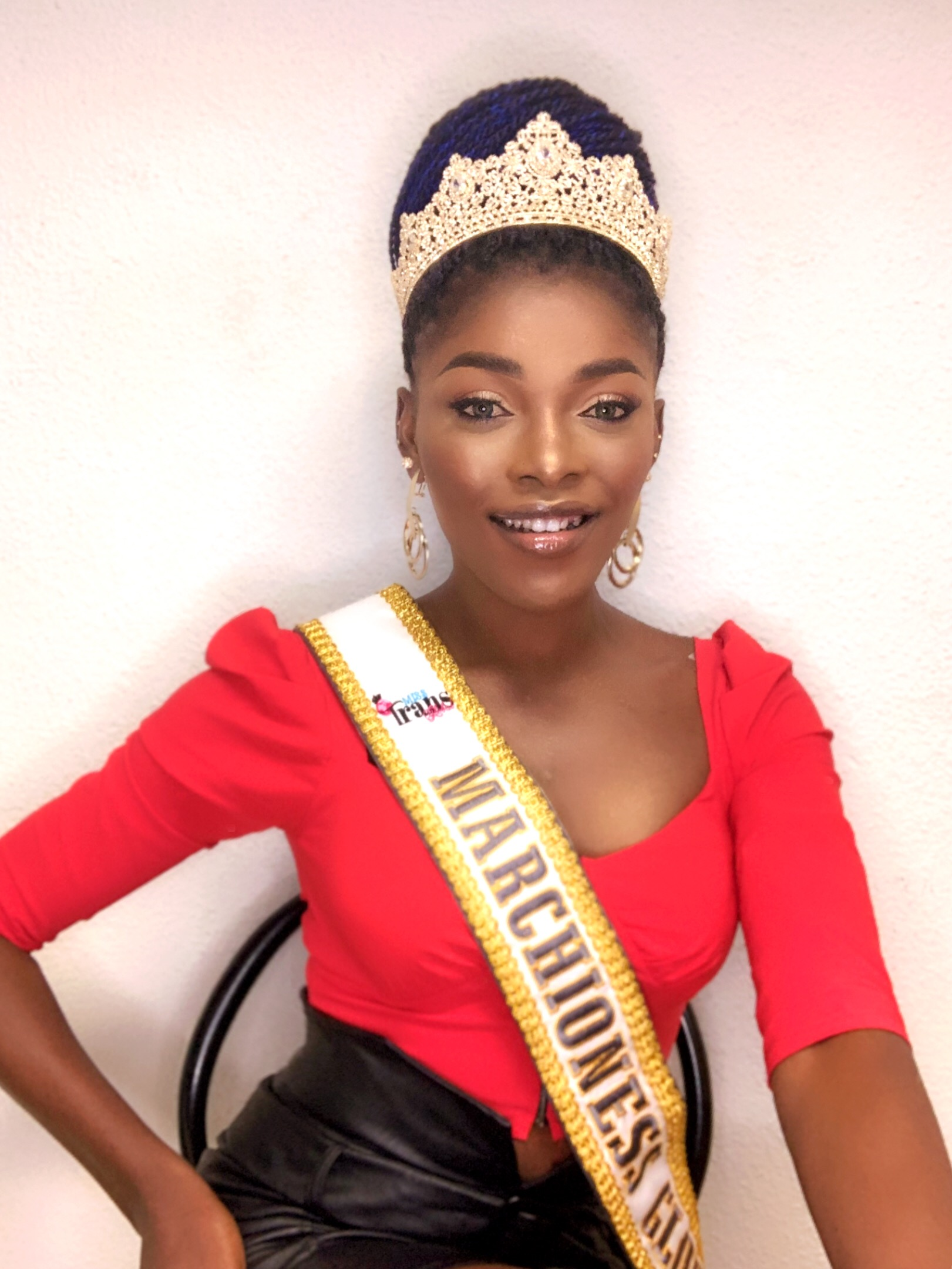
Marchioness Global 2020 Veso Golden Ghana
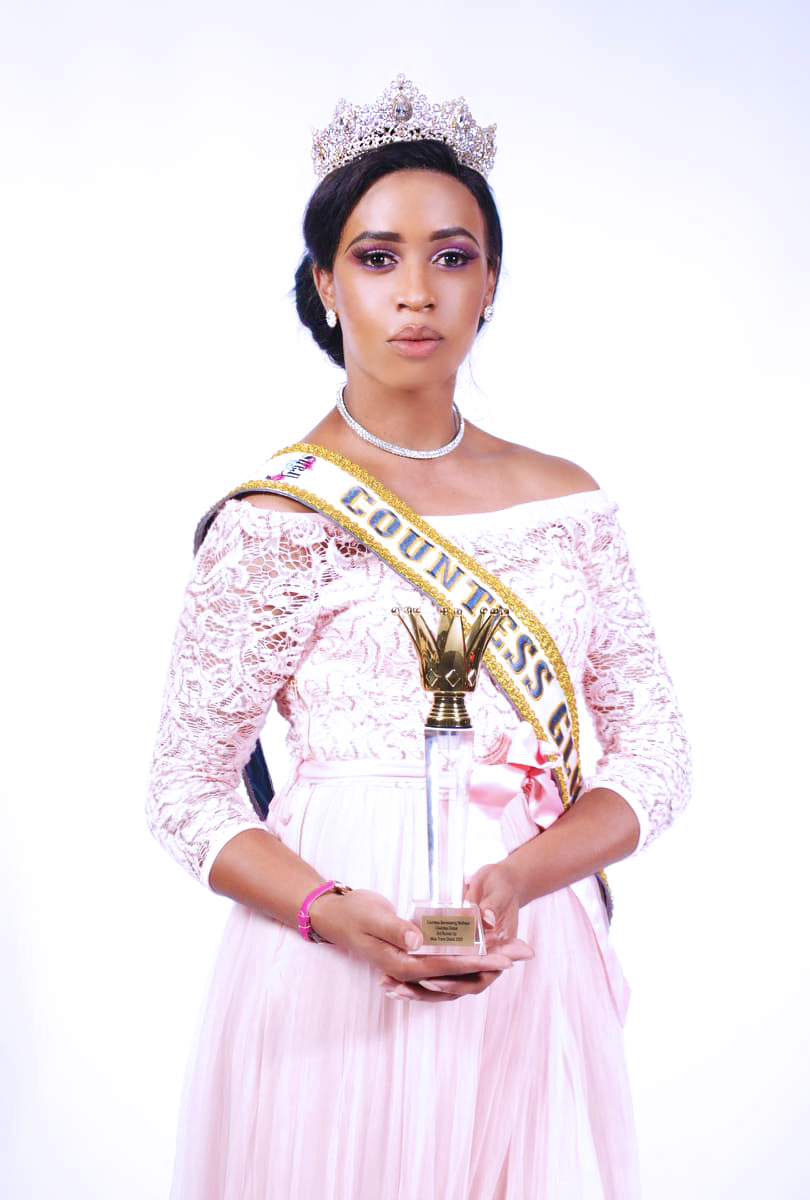
Countess Global 2020 Semakaleng Sma Mothapo South Africa
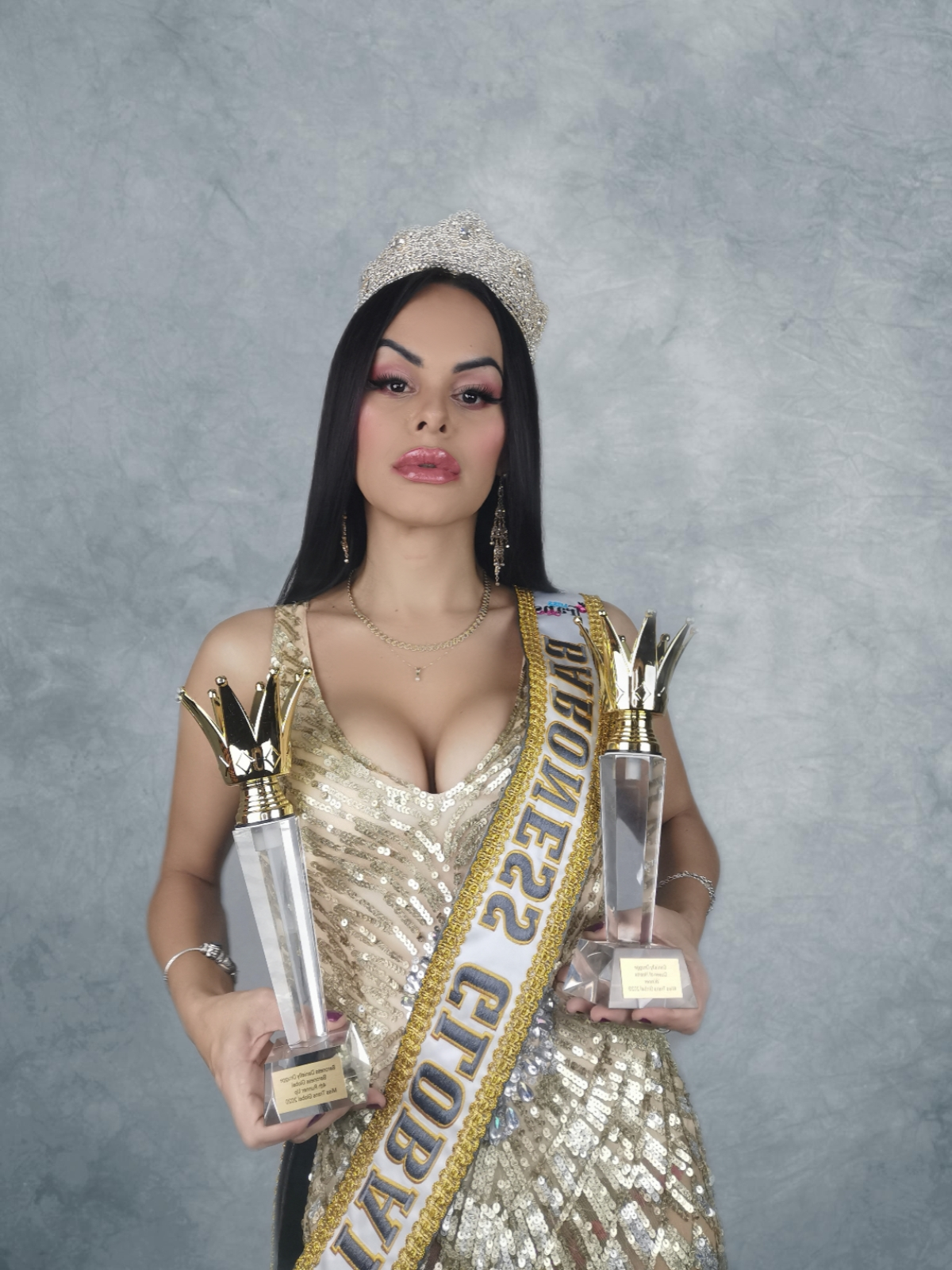
Baroness Global 2020 Danielly Drugge Sweden

## Số lần chiến thắng
| Quốc gia    | Số lần | Vào các năm |
| ----------- | ------ | ----------- |
| Việt Nam    | 1      | 2021        |
| Philippines | 1      | 2020        |

## Liên kết ngoại
- misssahhara.com
- MissTransGlobal.com